# اندرو روز برون
اندرو روز برون (متولد 20 می 1962) یک شیمیدان، دانشگاهی و کارآفرین انگلیسی ست. او ریاست دپارتمان انرژی حداقل کربن و محیط زیست ولز در دانشگاه Swansea و دپارتمان شیمی چارلز دانکن در دانشگاه رایس آمریکاست. همچنین وی بنیان‌گذار و مدیر مؤسسه تحقیقات امنیت انرژی (ESRI) در دانشگاه سوانزی ست که به‌طور خاص پژوهش در انرژی را با تمرکز بر دو مورد تأثیرات زیست‌محیطی و امنیت انرژی در آینده انجام می‌دهند. در دانشگاه رایس، او یک گروه تحقیقاتی را رهبری می‌کند و به عنوان دبیر ارتباط صنعت و انتفال تکنولوژی نیز فعالیت می‌کند.
بسیاری از کارهای وی حول مطالعه نانوذرات و کاربردهای آن‌ها ست. در ابتدا، مطالعات خود را با اینکه چگونه ساختار یک مولکول می‌تواند بر کنترل ترمودینامیکی آن غلبه کند آغاز کرد و ساختارهای حالت جامد جدید را ایجاد کرد. برخی از کارهای اولیه وی با ساختارهای آلوموکسان و نانومواد سرامیک مورد استفاده قرار گرفت . در اوایل سال 2000، شروع به تمرکز بر روی نانومواد کربنی، عاملدارکردن فولرن ها و نانولوله های کربن تک جداره کرد. بعدها، کاربرد فناوری نانو در موضوعات انرژی، نقطهٔ اصلی کار او شد. او بیش از 440 مقاله و 6 کتاب، شامل یک کتاب با همکاری همسرش، مری بارون، تحت عنوان مدیریت پروژه برای دانشمندان و مهندسین چاپ کرده است.
برون یکی از بنیان‌گذاران شرکت‌های Oxane Materials و Natcore Technologyست که در زمینه تولید محصولات آلومیناته در صنعت نفت و گاز فعالیت می‌کنند. همچنین او بنیان‌گذار اتحادیهٔ فناوری و تکنولوژی برای شرکت‌های دانش بنیان در دانشگاه رایس است.
برون چندین جایزه برای تحقیق و فعالیت‌های خود دریافت کرده‌است. او جایزه هومبولت دانشمند ارشد پژوهش در سال 1997، جایزه نورمن هکرمن بنیاد ولش در تحقیقات شیمی در سال 2002، و جایزه دستاوردهای زندگی مرکز فناوری هوستون در حوزهٔ فناوری نانو در سال 2011 را دریافت کرده‌است. همچنین او عضوی از انجمن سلطنتی شیمی است.

## سنین جوانی و تحصیل
برون در شهر ولوین گرند سیتی متولد شد و در فارنهم، ساری، تربیت شد. در سال 1983، برون دوره کارشناسی خود را در رشته شیمی از امپریال کالج اخذ کرد . سپس او در سال 1986 از امپریال کالج تحت نظارت سر جفری ویلکینسون (برنده نوبل شیمی) مدرک دکترای خود را دریافت کرد.
پس از پایان دکترای خود، برون به ایالات متحده نقل مکان کرد و به عنوان محقق پست دکترا در دانشگاه تگزاس در آستین پیوست و در زمینه شیمی چند وجهی فسفر و کربن مشغول به کار شد. او نخستین ساختار مشخصی از پیوند سه‌گانه C≅P را در سال 1988 در مقاله ای با همکاری آلن کوللی منتشر کرد. در سال 1987، به عنوان استادیار شیمی به دانشگاه هاروارد پیوست و در سال 1991 به دانشیاری ارتقا یافت. برنون شرکت گالیا را در سال 1992 تأسیس کرد و رئیس هیئت مشاوره علمی شرکت شد.

## شغل های بعدی
برون در سال 1995 دانشگاه هاروارد را ترک و به عنوان استاد شیمی و علوم مواد به دانشگاه رایس رفت. در سال 1997 او از سمت خود در شرکت گالیا نیز استعفا کرد. در سال 1998، او به ریاست بخش شیمی در بنیاد چارلز دانکن در دانشگاه رایس منصوب شد.
او پس از مطالعات خود در مورد نانوذرات سرامیکی و کشف کاربرد آن‌ها شرکت Oxane مواد را در سال 2002 تأسیس کرد. این شرکت نانومواد را با کاربردهایی در زمینه انرژی تولید می‌کند. بارون براساس تحقیق خود بر روی نانوذرات، در سال 2004 شرکت فناوری Natcore را تأسیس کرد و به عنوان مشاوره علمی شرکت منصوب شد. این شرکت به تولید نانوذرات و تکنولوژی آن‌ها با کاربرد در بخش‌های خورشیدی را انجام می‌دهد.
از سال 2006 تا 2008، او به عنوان دبیر ارتباط با صنعت و انتقال تکنولوژی در دانشگاه رایس منصوب شد. در سال 2013 او به عنوان رئیس انرژی حداقل کرین و محیط زیست، دانشکده مهندسی، دانشگاه سوانزی منصوب شد. وی در سال 2009 به مدت یک سال به عنوان استاد بازدیدکننده در دانشگاه ولز تدریس کرد. او به عنوان عضو هیئت مدیره پارک انرژی پاک هیوستون خدمت کرده‌است و در نهایت تحقیقات او در زمینه انرژی منجر به تأسیس مؤسسه تحقیقات امنیت انرژی (ESRI) در دانشگاه سوانزی شد.
برون ادیتور ژورنال نانومواد از سال 2013  و ژورنال ساینتفیک ریپورت از سال 2014 است. وی همچنین بخشی از هیئت تحریریه گروه شیمی و علوم مواد در پردازش نیمه هادی است. برون در هیئت مشورتی دانشگاه علم و صنعت پادشاه عبدالله، مؤسسه تحقیقات بین‌المللی ژو ژو-چین و توسعه اقتصادی دلتای رود زرد فعالیت کرده‌است.

## پژوهش

### کنترل مولکولی بر ساختار حالت جامد
در اوایل دهه 1990، برون با مطالعه ساختار مولکول توانست بر کنترل ترمودینامیکی غلبه کند و ساختارهای حالت جامد جدیدی را ایجاد کند. به همین ترتیب، او یک کلاسی از ترکیبات کالکوژنید Gallium مکعبی را سنتز کرد و نشان داد که یک فاز متابولیک جدید می‌تواند سنتز شود.

### آلوموکسانها
پس از تحقیقات خود در کلوکوژنیدها، برون نخستین فردی بود که در سال 1993 کریستالوگرافی آلوموکسان را تشریح کرد. این ساختارها از نقطه نظر طیف سنجی با متیل آلوموکسان سازگار بود و او نشان داد که با وجود مولکول‌های اوکتت، آن‌ها اسیدیته لوئیس قابل توجهی دارند، او این دستاورد را به عنوان "اسیدیته لوییز پنهان" نامید و نشان داد که این مکانیزم در تعدادی از سیستم‌های پلیمریزاسیون سبک MAO بکار رفته است. مدل برون توسط دیگر محققین تکمیل شد، اما اساساً همان است که در حال حاضر به‌طور گسترده پذیرفته شده‌است.

### نانومواد سرامیکی
برون در بررسی ساختارهای مشابه MAO، رابطه بین کلاسترها (خوشه ها) و مواد معدنی را مشاهده کرد، در عین حال وی علاقه‌مند به پلیمرهای اکسان فلزی شد. او مشخص کرد که این "پلیمرها" در واقع نانو ذرات هستند. علاوه بر این، او نشان داد که این نانوذرات اکسید فلزی می‌تواند یه روش شیمیایی با رویکرد بالا به پایین از مواد معدنی ساخته شوند که قادر با اشتراک ساختارشان هستند. برون توانایی ساخت طیف وسیعی از نانوذرات با گروه‌های عاملی مختلف و کنترل بر روی اندازه آن‌ها را دارد. او پی برد که ساختار و خواص فیزیکی مواد مغناطیسی می‌تواند با تغییرات در مقیاس نانومتری کنترل شود.
برونااولین کسی بود که کشف کرد، نانوذرات ساخته شده از سرامیک‌ها می‌توانند بنحوی تولید شوند که تخلخل درون ذره ای داشته باشند، به این معناکه درون دانه کریستال‌ها منافذ وجود دارند نه در بین دانه‌های کریستالی که به‌طور معمول دیده می‌شوند. این امر در کامپوزیت‌ها، غشاها و فرایندهای جداسازی وجود دارد. از طریق تحقیقاتش، بارون فرایندی را توسعه داد که حفرات توخالی سرامیک با استحکام فوق العاده ای ایجاد شود.
او تصریح کرد که اگر حفرات توخالی سرامیک بتوانند در مقیاس بالایی ساخته شوند، می‌توانند جایگزین سرامیک‌های سنگینی شوند که در استخراج نفت مورد استفاده قرار می‌گیرد و هدر رقت سرامیک را کاهش دهد. او یک شرکت دانش بنیان را جهت تجاری سازی این فناوری تأسیس کرد. در سال 2010، برون و تیم او، بر اساس درخواست نیروی دریایی ایالات متحده، یک غشای سرامیکی با منافذ مایکرو مقیاس ایجاد کردند که می‌توانست آلاینده‌ها را از آب خارج کند و همچنین از مسدود شدن مجرای تنفس غواصان محافظت کند.

### نانومواد کربنی
برون اثرات یک فولرین را در طیف گسترده ای از سیستم‌ها بررسی کرد. کار اولیه مربوط به سمیت در انواع مختلف سلول بود. نتایج این کار نشان داد که ترکیب C 60 به یک ساختار پپتیدی به شدت باعث کاهش اثرات سمیت می‌شود.
در آخرین کار خود، او رشد نانولوله‌های کربنی تک جداره (SWCNTs) را با کانالیزور مطالعه کرد. او از پیشگامان رشد CNT ست.

### تحقیقات محیط زیست
در اواسط سال 2010، برون به موضوع تصفیه آب بازگشت. او کنترل سطح در مقیاس نانومتری را با هدف ایجاد سطوح سوپرهایدروفیل برای جداسازی روغن و آب مه بتواند بدون رسوب عمل کند را بررسی کرد. در این زمینه، تحقیقات وی بر مشکلات حال حاضر انرژی شامل منابع پایدار و مدیریت بازیافت، کاهش تأثیرات انرژی هیدروکربنی، ارزش گذاری و کاهش دی اکسید کربن در درازمدت و نسل بعدی توزیع انرژی متمرکز شده‌است.

## زندگی شخصی
برون با همسرش مری، هر دو در شهر سوانزی (ولز) و هیوستون (تگزاس) زندگی می‌کند. از آنجا که او در سال 1990 به تگزاس رفت، در مسابقات موتورسواری شرکت کرد. در سال 1999 در سری‌های لمان آمریکا، او مسئول تیم در کلاس GTS بود. او در فصل نهایی USRRC تحت مسابقه راس شرکت کرد. برون قبلاً "لوتوس7"، "کاترهام7" و "لوتوس نوع 61 فورد" را قبلاً مسابقه داده است. او عضو SW درSCCA E-Production، Monoposto Formula Ford سال 2013، قهرمانی سری SVR2 گروه Sprint 2 و Monoposto Champion 2014 بود. در سال 2018، او باFIA Formula OpelدرFormula Vauxhall Lotus مسابقه داد.

## جوایز و افتخارات
- 1983 - جایزه HVA Briscoe
- 1987 - فلوشیپ Du Pont Young
- 1991 - مدال Meldola و جایزه انجمن سلطنتی شیمی
- 1992 تا 1994 - فلوشیپ Alcoa Directors
- 1995 - مدال Corday Morgan و جایزه [۹]
- 1995 - عضو منتخب (fellow)، انجمن سلطنتی شیمی
- 1997 - جایزه تحقیقاتی دانشمند ارشدHümboldt [۱۰]
- 2002 - جایزه نورمن هکرمن بنیاد ولش در تحقیقات شیمی
- 2009 - جایزه مبتکر شاهزاده ولز[۱]
- 2011 - جایزه دستاورد عمر درفناوری نانو
- 2011 - جایزه فناوری جهانی (مواد)
- 2013 - جایزه شیمی معدنی کاربردی (انجمن سلطنتی شیمی) [۱۰]
- 2016 - اراسموس + دانشگاه ویلنیوس

## کتابشناسی

### کتاب ها
- آلوموکسان ها: توجیه مواد جعبه سیاه(1993)
- سرامیک های کووالانت II: دوره 327: غیر اکسیدها (1994)
- شیمی مواد الکترونیکی: از مواد خام اولیه به مدار مجتمع. (2010)
- مدیریت پروژه (2013)
- شیمی عناصر گروه اصلی. (2014)
- روش های فیزیکی در شیمی و علوم نانو. 2018

### مقالات انتخاب شده
- آبکافت تری-ترت-بوتبل آلومینیوم: اولین مشخصه ساختاری آلکیل آلوموکسان‌ها [(R2Al)2O]n و (RAlO)n . مجله انجمن شیمی آمریکا (1993)
- آلومینیوم سه کوردینیته پیش نیاز کاتالیستی در پلیمریزاسیون زیرکونوسن-آلوموکسان اتیلن نیست. مجله انجمن شیمی آمریکا (1995)
- از مواد معدنی به مواد: سنتز آلوموکسان از واکنش بوهمیت با اسیدهای کربوکسیلیک. مجله شیمی مواد (1995)
- رشد نانو ذرات کربنی تک دیواره: مسیری به نوع مکانیزم رشد. مجله انجمن شیمی آمریکا (2006)
- اثرات فلکسیون مکانیکی بر نفوذ نانوذرات پپتید مشتق شده از آمینو اسید فولرن از طریق پوست. نانو لتر(Nano Letters (2007)
- سنتز، مشخصه یابی، و جذب کوالانت دی اکسید کربن از نانولوله‌های کربنی تک جدارهٔ عاملدار با پلی اتیلنیمین. ACS نانو (2008)
- بازده بالای مواد آلی گرافن غیرعاملدار . Nano Letters (2009)
- افزودن نیترین به گرافن لایه ای: روشی یک مرحله ای برای ساخت گرافن عاملدار، Chemical Communication (2010)
- افزایش رشد نانولوله‌های کربن تک جداره توسط کاتالیزورهای Fe-Co از طریق بهینه سازی فشارهای جزئی CH4 / H2، Nano Letters (2011)
- ترکیبات آلی در آب‌های تولیدی از چاه‌های گاز شیل، Environmental Science: Processes & Impacts (2014)
- مواد چند شاخه ای با انرژی سطح پایین برای نانوذرات سوپر هایدروفوب روی سطح، ACS Applied Materials & Interfaces (2015)
- قابلیت بازیافت جاذب‌ها برای حذف فلزات سنگین از آب آلوده، Scientific Reports (2017)
- وابستگی خواص الکتریکی نانولوله‌های کربنی به فاصله و آلودگی بین آنها، Nano Letters (2017)
- عاملدارکردن سوپرهایدروفوبیکی غشاهای سرامیکی میکروفیلتراسیون در جهت امکان جداسازی هایدروکربن‌ها از شکاف‌ها و آب تولیدی. Scientific Reports (2018)